# گرگ‌ومیش
گرگ‌ومیش (به انگلیسی: Twilight) شروع تاریکی در شب است، و در حالی که آسمان معمولاً روشن و آبی است روی می‌دهد. گرگ‌ومیش عمیق هنگامی است که مرکز خورشید به ۶ درجه در زیر افق می‌رسد. این نشانگر پایان شفق عمیق شب است، نقطه‌ای که برای دیدن بیرون به روشن‌سازی مصنوعی نیاز است. ممکن است گرگ‌ومیش با غروب اشتباه گرفته شود، اما غروب ناپدیدی روزانهٔ خورشید در زیر افق است.

گرگ‌ومیش در سیاتل واشینگتن

## نگارخانه

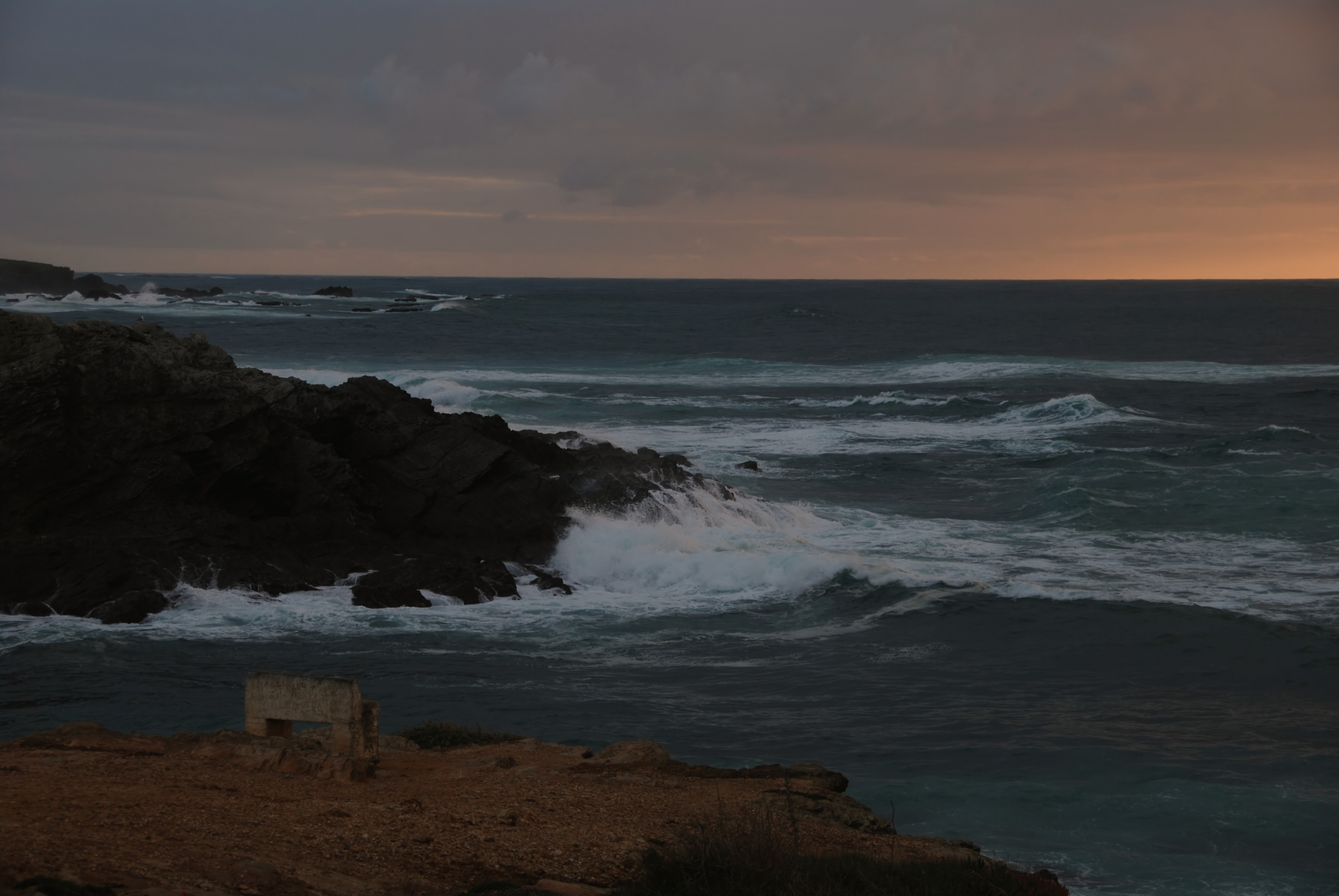
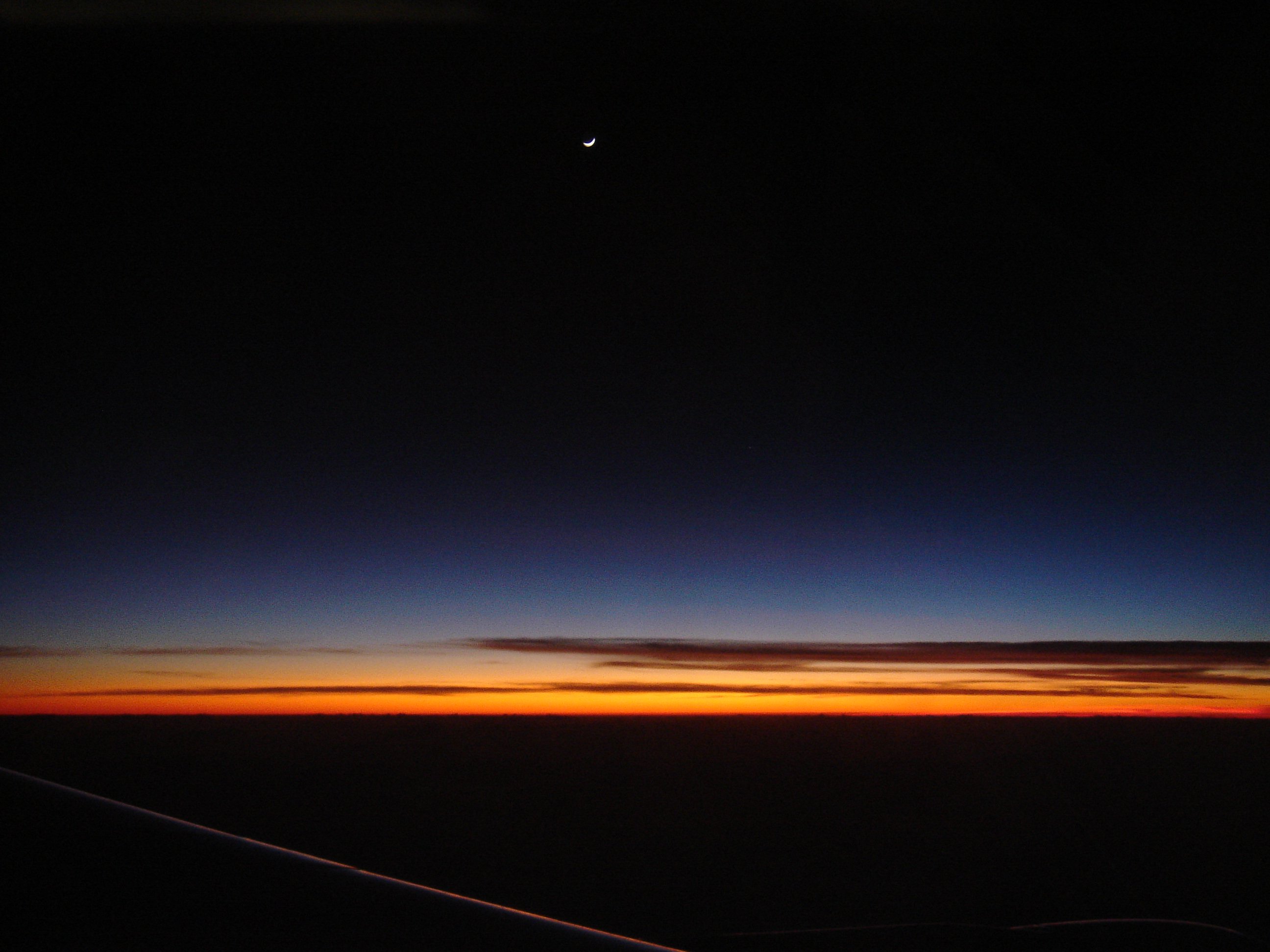
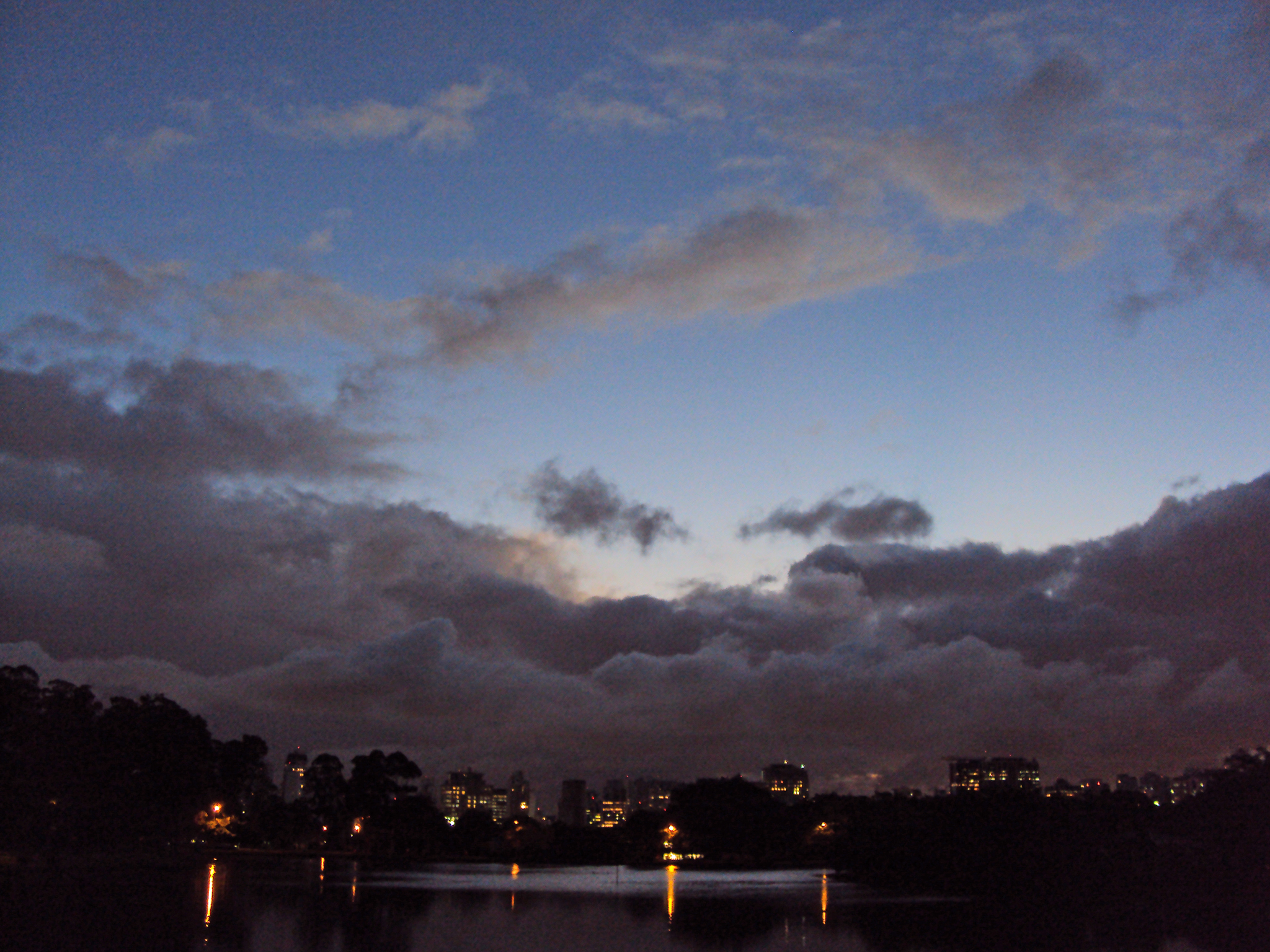